# Улашовка
Улашовка (укр. Улашівка) — село, входит в Белоцерковский район Киевской области Украины.
Население по переписи 2001 года составляло 249 человек. Почтовый индекс — 09511. Телефонный код — 4566. Занимает площадь 1,874 км². Код КОАТУУ — 3224488202.